# 瀉下薬
瀉下薬（しゃげやく、laxative）とは、便秘薬、下剤のことである。有害物質の排泄、結腸検査、腹部手術前の処置、機能性便秘や慢性便秘の不快な症状を軽減することを目的とする内服薬。

## 解説
機能性便秘に対しては便秘のタイプ毎に適切な薬剤があり、低下している結腸を刺激し活動を活性化するタイプの刺激性下剤や便の水分量を増加させるタイプの機械的下剤がある。また、既に服用している薬剤や基礎疾患の種類により使用可能な薬剤には制約が生じる。直腸脱、直腸瘤などの器質的異常を生じている場合は、外科的療法が用いられる。器質的異常を生じていない機能性便秘の場合は、治療薬の内服だけでなく生活習慣の改善も併せて行う。

## 便秘の分類と治療薬
作用の弱い薬剤は緩下薬（例えば、酸化マグネシウム、センナ、大黄）、作用の強い薬剤は峻下薬（例えば、ビサコジル）として区別する場合もある。
回数減少型
- 結腸通過時間正常型 - 便容量の減少を招く食生活が便秘の要因になっているため、食物繊維や食事の量を増やすと改善する[2]。
  - 機械的下剤
- 結腸通過遅時間延型 - 腸管（結腸）の動きが悪く便が腸内に滞ることが便秘の要因になっているため、腸管を刺激することで排便を促す。食物繊維の摂取は逆効果となる[2]。
  - 刺激性下剤

排便困難型
- 浣腸の乱用や肛門内異物挿入などにより直腸肛門反射が減弱することが便秘の要因になっている。
  - 機械的下剤、刺激性下剤

## 治療薬の種類と作用機序
1. プロバイオティクス
  - 乳酸菌製剤
2. 膨張性
便を内部から膨張させることで腸管刺激を誘発し、排便を促す。
  - ポリカルボフィルカルシウム、カルボキシメチルセルロース[4]、カルメロースナトリウム[5]（バルコーゼ）など
3. 浸透圧性
  1. 塩類下剤
腸管内に高浸透圧性の物質を入れることで、腸管内の水分量を保つ[6]。十分な水分との併用が必要。高齢者・腎機能低下者・人工透析患者への使用には慎重投与[7]。一日の上限量は 2g[7]。
    - 酸化マグネシウム[7]、クエン酸マグネシウム、水酸化マグネシウム、硫酸マグネシウム
      - 体内での反応
a) 胃内で胃酸(HCl)と反応
　{\displaystyle {\ce {MgO + 2HCl -> MgCl2 + H2O}}}
b) 腸内で膵液(NaHCO3)と反応
　{\displaystyle {\ce {MgCl2 + 2NaHCO3 -> Mg(HCO3)2 + 2NaCl}}}

  2. 糖類下剤
便の浸透圧を上昇させる。
    - ラクツロース[8]。造影剤による便秘にはD-ソルビトールが用いられる。

  3. 浸潤性下剤
界面活性剤であり、便の表面張力を低下させ便を軟化、膨満させる。
    - ジオクチルソジウムスルホサクシネート[6][9]

  4. 高分子化合物
    - ポリエチレングリコール（モビコール®）
4. 刺激性
  1. 小腸刺激性
    - ひまし油

  2. 大腸刺激性
    1. アントラキノン系誘導体
アロエ、センナ、大黄など生薬類に含まれる配合体であり、小腸より吸収され、血行性に大腸の粘膜を刺激する[6]。
      - センノシド、アローゼン、プルゼニドなど。

    2. ジフェノール誘導体
      - ビサコジル、ピコスルファートナトリウム、大腸検査の前処置として用いるラキソベロンが、ここに含まれる[10]。アリルスルファターゼ（大腸細菌叢由来の酵素）による加水分解で活性化され、大腸運動の亢進と水分吸収を抑制し便通を促す[6]。
5. 上皮機能変容薬
  1. クロライドチャネルアクチベーター 
    - ルビプロストン

  2. グアシル酸シクラーゼC受容体アゴニスト
    - リナクロチド

  3. 胆汁酸トランスポータ阻害薬 
    - エロビキシバット
6. 漢方薬
  - 乙字湯、加味逍遙散、麻子仁丸、防風通聖散、桂枝加芍薬湯、センナダイオウ錠などが虚証・実証によって選択される。

鎮静作用のある甘草が配合されていないセンナダイオウ錠[11]は、生薬そのままで頑固な便秘に作用する。
7. 消化管蠕動運動賦活薬

## 処方上の注意

### 使用禁忌
診断がつかない腹痛や腸閉塞時は使用しない。透析患者や腎機能障害を有している場合、塩類下剤は禁忌。

### 治療の原則
- 下剤はあくまで対症療法であり、治療可能な原疾患を忘れないようにする。
- 同じ下剤でも、量を増やせばいくらでも強くなる。
- 第一選択薬は、酸化マグネシウムかポリエチレングリコールである。無効時は変更か併用。
- 同一下剤の長期連用は、効果の低下や習慣性の原因となる。回復したら徐々に減量、中止する。